# Liberal Youth
Liberal Youth är ett liberalt ungdomsförbund i Storbritannien. Förbundets grundades 1993 och dess moderparti är Liberaldemokraterna. Liberal Youth är fullvärdiga medlemmar i paraplyorganisationerna International Federation of Liberal Youth (IFLRY) och Liberal Youth Movement of the European Community (LYMEC). Förbundets ordförande är Tom Wood

## Underorganisationer

### Liberal Youth Scotland
Liberal Youth Scotland är förbundets skotska gren. Organisationen samarbetar nära med Scottish Liberal Democrats, Liberaldemokraternas skotska gren. Grenens president är sedan 2012 av David Green.
Liberal Youth Scotlands officiella hemsida

### IR Cymru
Ieuenctid Rhyddfrydol Cymru (Walesiska), på engelska Liberal Youth Wales  är förbundets Walesiska gren. Organisationen arbetar nära Welsh Liberal Democrats, Liberaldemokraternas walesiska gren. Grenens ordförande är Sara Lloyd Williams.
IR Cymrus officiella hemsida